# Blauhöhle
Blauhöhle es el sistema de cuevas más grande de los Alpes de Suabia, en el sur de Alemania. Blauhöhle presumiblemente se originó en un momento en que el Danubio aún fluía a través del valle Blau. Desde el cambio del Danubio, varios pequeños ríos, el Schmiech, Ach, y Blau, han fluido a través de este valle. El sistema de la cueva comienza unos 21 metros bajo el agua en la base de la Blautopf. Continúa hacia el oeste y el noroeste, subiendo y bajando varias veces hasta que después de una distancia horizontal de unos 1.200 metros pasa por encima de lo que se refiere como el nivel de las aguas subterráneas y se abre en una segunda cámara de aire. La máxima profundidad de la cueva bajo el agua es de 42 metros.

## Imágenes

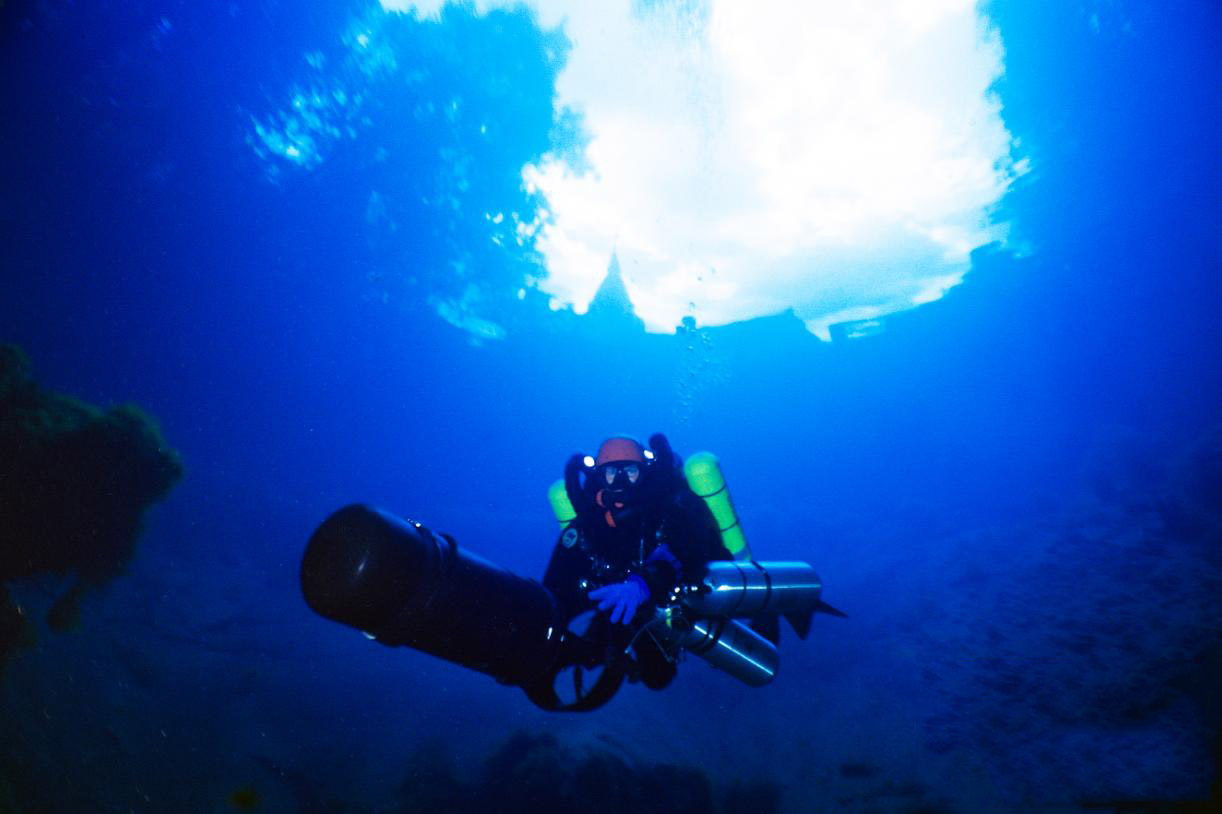
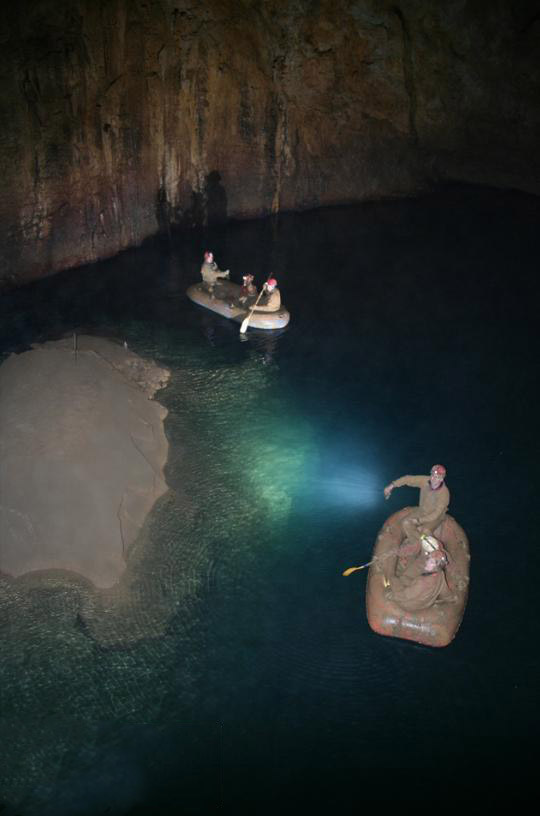
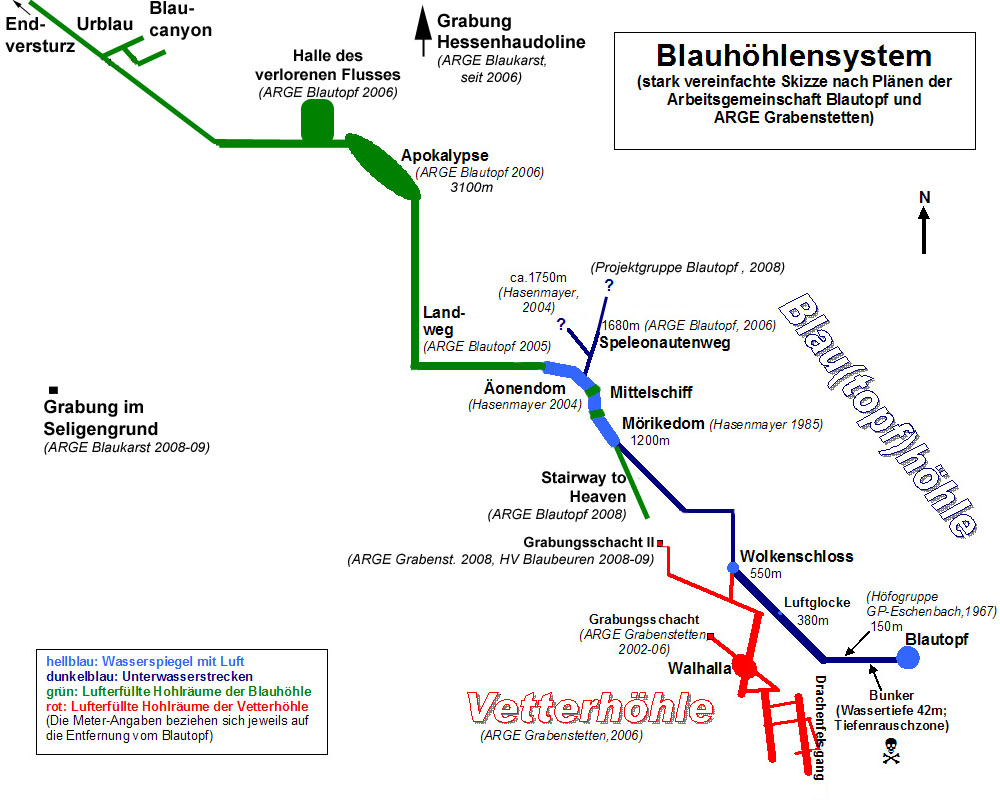